# Chiesa di San Martino (San Martino in Passiria)
La chiesa di San Martino (in tedesco Kirche St. Martin) è la parrocchiale patronale a San Martino in Passiria (St. Martin in Passeier) in Alto Adige. Appartiene al decanato di Merano-Passiria della diocesi di Bolzano-Bressanone e risale al XIII secolo.

## Descrizione
La chiesa è un monumento sottoposto a tutela col numero 17047 nella provincia autonoma di Bolzano.